# سايوز إم إس
سايوز إم إس ((بالروسية: Союз МС)‏; جي آر إيه يو: 11F732A48) تعد تطويرا لسلسلة مركبات الفضاء الروسية سويوز أطلقت لأول مرة عام 2016 وتستخدم من قبل روسكوزموس لأجل رحلات الفضاء المأهولة حيث أنه تطوير لمركبة الفضاء سويوز TMA-M وتتركز معظم التحديثات على نظم الإتصالات و الملاحة.سويوز MS لديها القليل من التعديلات الخارجية بالنسبة لسويوز طراز(TMA-M)اقتصرت في الغالب على الهوائيات وأجهزة الإستشعار بالإضافة إلى وضع الدفع.
أول إطلاق كان لسويوز MS-1 في 7 يوليو 2016 ، على متن مركبة الإطلاق سويوز-FG  باتجاه محطة الفضاء الدولية ISS.  تضمنت الرحلة الفضائية يومين لفحص حالة التصميم قبل الالتحام بمحطة الفضاء الدولية.

## التصميم

صميم إطلاق مركبة الفضاء سويوز MS و صاروخ سويوز FG

تتكون مركبة سويوز من ثلاثة أقسام (من الأمام إلى الخلف):
- الوحدة المدارية الكروية، ويقيم فيها الطاقم أثناء مهمتهم.
- وحدة العودة إلى الأرض، وهي وحدة صغيرة أيروديناميكية، وفيها يعود الطاقم إلى الأرض.
- وحدة الخدمة الاسطوانية المزودة بألواح شمسية، وتحتوي على الأدوات والمحركات.

```
وحدة الخدمة والوحدة المدارية معدتان للاستخدام الفردي، وتدمران بمجرد دخول الغلاف الجوي للأرض. على الرغم من أنّ هذا يبدو إسرافًا، لكنه يقلل كمية التغطية الحرارية اللازمة للعودة إلى الأرض، وهذا يوفر الكتلة بالمقارنة مع التصاميم التي تضم مساحة المعيشة ودعم الحياة في كبسولة واحدة. يسمح هذا للصواريخ الأصغر بإطلاق المركبة الفضائية أو يمكن أن يُستخدم لزيادة المساحة الصالحة للسكن المتوفرة للطاقم حسب الميزانية الكلية (6.2 متر مكعب أو 220 قدم مكعب في أبولو سي إم مقابل 7.5 متر مكعب أو 260 قدم مكعب في سويوز). يُعتبر قسم العودة إلى الأرض والقسم المداري مساحات صالحة للسكن، وتحتوي وحدة الخدمة على الوقود والمحركات الرئيسة والمعدات. تستطيع سويوز حمل طاقم مكون من ثلاثة أفراد، بالإضافة إلى إمدادات الحياة لنحو 30 يوم للفرد، يُزوّد نظام دعم الحياة الجو بالأكسجين/النتروجين عند ضغوط جزئية بمستوى سطح البحر. يتجدد الجو بواسطة أسطوانات فوق أكسيد البوتاسيوم (KO2)، الذي يمتص معظم ثاني أوكسيد الكربون (CO2) والمياه التي تنتج عن الطاقم ويجدد الأكسجين، بالإضافة إلى أسطوانات هيدروكسيد الليثيوم (LiOH) الذي يمتص بقايا ثاني أكسيد الكربون. يحمي غطاء الحمولة المركبة أثناء عملية الإطلاق، التي تُرمى بالإضافة إلى إس إيه إس بعد الإطلاق بدقيقتين ونصف. وتتميز سويوز بنظام التحام أوتوماتيكي. يمكن تشغيل المركبة أوتوماتيكيًا، أو عن طريق طيار مستقل عن التحكم الأرضي.
```

## الوحدة المداريةBO

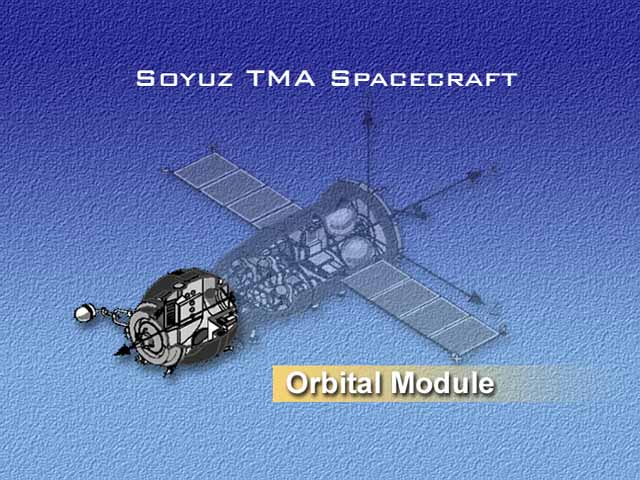
الوحدة المدارية لمركبة الفضاء سويوز

الجزء الأول من المركبة الفضائية هو الوحدة المدارية ( (بالروسية) : бытовой отсек (БО) ، Bitovoy otsek (BO) ) المعروف أيضًا باسم قسم السكن. يضم جميع المعدات التي لن تكون ضرورية لإعادة الدخول ، مثل التجارب أو الكاميرات أو البضائع. بشكل عام ، يتم استخدامه كمنطقة لتناول الطعام ودورة مياه. في نهايته البعيدة ، يحتوي أيضًا على منفذ الإرساء. تحتوي هذه الوحدة أيضًا على إلكترونيات طيران ومعدات اتصالات ومرحاض. في أحدث إصدارات سويوز ، تم إدخال نافذة صغيرة توفر للطاقم رؤية أمامية.
يمكن إغلاق فتحة بينها وبين وحدة النسب لعزلها لتعمل كغرفة معادلة ضغط إذا لزم الأمر مع خروج رواد الفضاء من المنفذ الجانبي (في أسفل هذه الصورة ، بالقرب من وحدة النسب). على منصة الإطلاق ، يدخل رواد الفضاء المركبة الفضائية عبر هذا المنفذ.
يتيح هذا الفصل أيضًا تخصيص الوحدة المدارية للمهمة مع مخاطر أقل على وحدة الهبوط لحالات الحياة الحرجة . تختلف اتفاقية التوجيه في الجاذبية الصفرية عن تلك الخاصة بوحدة الهبوط ، حيث يقف رواد الفضاء أو يجلسون ورؤوسهم إلى منفذ الإرساء.

## وحدة إعادة الدخول SA

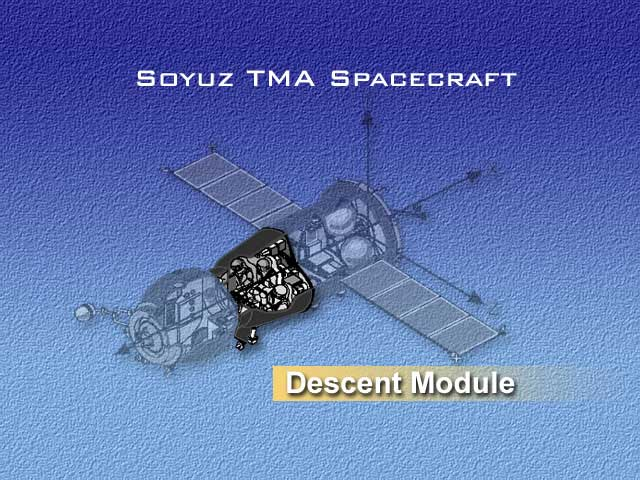
وحدة الهبوض لمركبة الفضاء سويوز

وحدة إعادة الدخول ( (بالروسية) : спускаемый аппарат (СА) ،
بالإنجليزية(Spuskaemiy Apparat (SA) ) للإطلاق ورحلة العودة إلى الأرض. وهي مغطاة بغطاء مقاوم للحرارة لحمايتها أثناء إعادة الدخول للغلاف الجوي الأرضي. تتباطأ الوحدة بمساعة الإحتكاك مع الغلاف الجوي في البداية ، ثم بمظلة الكبح ، تليها المظلة الرئيسية التي تبطئ هبوط المركبة. ثم على ارتفاع متر واحد فوق سطح الأرض ، تُطلق محركات الفرامل التي تعمل بالوقود الصلب والمثبتة خلف الدرع الحراري لإعطاء هبوط سلس. كان أحد متطلبات التصميم لوحدة إعادة الدخول هو أن تتمتع بأعلى كفاءة حجمية ممكنة (الحجم الداخلي مقسومًا على مساحة الهيكل). أفضل شكل لهذا هو الشكل الكروي ، لكن مثل هذا الشكل لا يمكن أن يوفر رفعًا ، مما ينتج عنه دخول الغلاف الجوي بشكل بحت. إعادة الدخول تصبح صعبة على الركاب بسبب التباطؤ الشديد ولا يمكن توجيهها إلا عند مرحلة الإحتراق في المجال الجوي. لهذا السبب تقرر استخدام شكل «المصباح الأمامي» الذي تستخدمه سويوز وهو عبارة عن منطقة أمامية نصف كروية مرتبطة بقسم مخروطي بزاوية حادة (سبع درجات ) إلى درع حراري ذي مقطع كروي تقليدي. يسمح هذا الشكل بتوليد قدر صغير من الرفع بسبب التوزيع غير المتكافئ للوزن.

## وحدة الخدمةPAO

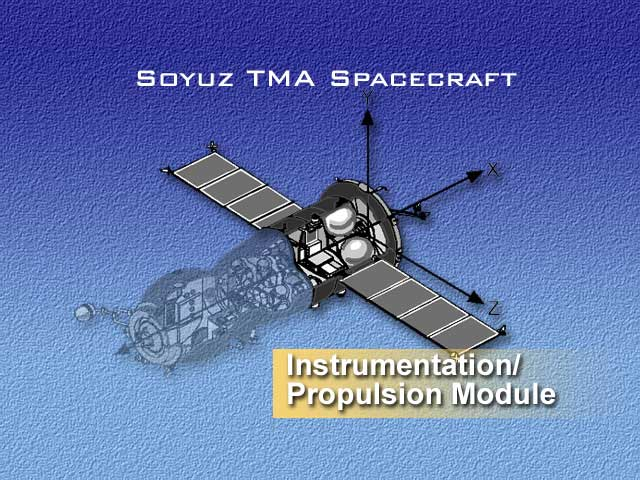
وحدة الدفع والأجهزة لمركبة الفضاء سويوز

في الجزء الخلفي من المركبة  توجد وحدة الخدمة
(بالروسية) :(приборно-агрегатный отсек (ПАО
بالإنجليزية (Priborno-Agregatniy Otsek(PAO
كما تحتوي على حجرة الأجهزة
(بالروسية) приборный отсек (ПО
بالإنجليزية Priborniy Otsek (PO،
عبارة عن حاوية مضغوطة على شكل علبة منتفخة تحتوي على أنظمة للتحكم في درجة الحرارة ، وإمدادات الطاقة الكهربائية ، والاتصالات اللاسلكية بعيدة المدى ، والقياس اللاسلكي عن بعد ، وأجهزة التوجيه والتحكم. حجرة الدفع (بالروسية): (агрегатный отсек (АО) ،
بالإنجليزية(Agregatniy Otsek (AO) ) ، وهي جزء غير مضغوط من وحدة الخدمة ، تحتوي على المحرك الرئيسي وقطع الغيار: والقود السائل لأنظمة الدفع للمناورة في المدار والبدء في الهبوط إلى الأرض. تحتوي المركبة الفضائية أيضًا على نظام لمحركات الدفع المنخفض للتوجيه ، متصلة بالمقصورة الوسيطة ( (بالروسية) переходной отсек (ПхО) ،
بالإنجليزية ( Perekhodnoi Otsek (PkhO) ).
خارج وحدة الخدمة توجد مستشعرات لنظام التوجيه والمجموعة الشمسية ، والتي يتم توجيهها نحو الشمس عن طريق تدوير المركبة الفضائية.

## إجراءاتالعودة
نظرًا لأن هيكلها التركيبي يختلف عن التصميمات السابقة ، فإن سويوز لديها تسلسل غير عادي للإجراءات قبل إعادة الدخول للغلاف الجوي للأرض. يتم تشغيل المركبة الفضائية بالمحرك إلى الأمام ويتم تشغيل المحرك الرئيسي للخروج من المدار بالكامل بمقدار 180 درجة قبل موقع الهبوط المخطط له. وهذا يتطلب أقل قوة دافعة لإعادة الدخول ، وهي المركبة الفضائية التي تسافر في مدار هوهمان الإنتقالي إلى نقطة حيث تكون منخفضة بدرجة كافية في الغلاف الجوي لإعادة الدخول.
بعد ذلك ، تفصل المركبة الفضائية المبكرة سويوز وحدات الخدمة والوحدات المدارية في وقت واحد. نظرًا لأنها متصلة عن طريق الأنابيب والكابلات الكهربائية بوحدة الهبوط ، ليساعد في فصلها وتجنب تغيير وحدة الهبوط لاتجاه المركبة.  تاليا يتم  فصل المركبة الفضائية سويوز للوحدة المدارية قبل إطلاق المحرك الرئيسي ، مما يوفر المزيد من الوقود ، لتتمكن وحدة الهبوط من إرجاع المزيد من الحمولة الصافية.
لا يمكن بأي حال من الأحوال أن تظل الوحدة المدارية في المدار كإضافة إلى محطة فضائية ، لأن الفتحة التي تمكنها من العمل كغرفة معادلة الضغط هي جزء من وحدة الهبوط.
عادة ما يتم إطلاق رحلة العودة للأرض مرة أخرى على جهة الشروق، بحيث يمكن رؤية المركبة الفضائية بواسطة مروحيات الاسترداد وهي تهبط في المساء ، مضاءة بالشمس عندما تكون فوق ظل الأرض. فمنذ بداية بعثات سويوز إلى محطة الفضاء الدولية ، نفذت فقط خمس عمليات إنزال ليليًا.

## تحسينات سويوز MS
- تلقت سويوز MS  التطويرات التالية مقارنة بسويوز TMA-M :
- الألواح الشمسية الثابتة SEP ( بالروسية: CЭП، Система Электропитания)بالإنجليزية  power supply system  نظام إمدادات الطاقة  حيث تحسنت كفاءة  الخلايا الضوئية  إلى 14٪ (من 12٪) وزادت المساحة الكلية بنسبة 1.1 م 2 (12 قدم مربعة).
- تمت إضافة بطارية خامسة بسعة 155 أمبير في الساعة تُعرف باسم 906 فولت لدعم زيادة استهلاك الطاقة من الإلكترونيات المحسّنة.
- تمت إضافة طبقة واقية إضافية من النيازك الدقيقة إلى الوحدة المدارية BO
- يزن الكمبيوتر الجديد ( TsVM-101 ) ثُمن وزن سابقه (8.3 كجم مقابل 70 كجم) وهو أيضًا أصغر بكثير من كمبيوتر Argon-16 السابق.[4]
- اعتبارًا من يوليو 2016من غير المعروف ما إذا كان نظام الدفع لا يزال يسمى KTDU-80 ، فقد تم تعديله بشكل كبير. بينما كان النظام سابقًا يحتوي على 16 دفعًا عاليًا DPO-B وستة دفع منخفض DPO-M في دائرة إمداد وقود دافع واحدة ، وستة دفع DPO-M أخرى منخفضة الدفع على دائرة مختلفة ، أصبحت جميع الدفعات الـ 28 ذات الدفع العالي DPO-B ، مرتبة في 14 زوجا. تعالج كل دائرة إمداد بالوقود 14 DPO-B ، مع تغذية كل عنصر من كل زوج دافع بواسطة دائرة مختلفة. هذا يؤدي لتحسين نسبة الخطأ في الدافع و عطل الدائرة الدافعة.[5][6]
- يضيف الترتيب الجديد تقليل خطأ الالتحام وفك الالتحام في حالة  فشل دافع واحد أو في حالة تغير  المدار ع فشل دافعين في العمل .[7]
- أيضًا ، تمت مضاعفة عدد DPO-B في القسم الخلفي إلى ثمانية ، مما أدى إلى تحسين نسبة  خطأ الخروج من المدار.
- أعيد تصميم إشارة استهلاك الوقود الدافع ، EFIR لتجنب الإنذارات الكاذبة على مؤشر استهلاك الوقود.
- وحدة إلكترونيات الطيران ، BA DPO  بالروسية( БА ДПО، Блоки Автоматики подсистема Двигателей Причаливания и риентации ) ، تم تعديلها بإجراء تغييرات في نظام التحكم في رد الفعل RCS .[8]
- بدلاً من الاعتماد على المحطات الأرضية لتحديد المدار وتصحيحه ، تم الإعتماد على نظام الملاحة عبر الأقمار الصناعية ASN-K ( بالروسية: АСН-К، Аппаратура Спутниковой Навигации ) تبث عبر إشارات غلوناس GLONASS و  نظام تحديد المواقع العالمي GPS للملاحة.[9][10] حيث تستخدم أربعة هوائيات ثابتة لتحقيق الدقة عند تحديد المواقع تبلغ 5 أمتار (16 قدمًا) ، وتهدف إلى تقليل هذا الرقم إلى 3 سم (1.2 بوصة) وتحقيق درجة دقة تبلغ 0.5°.[11]

نظام القيادة عن بعد  القديم ، BRTS ( بالروسية: БРТС Бортовая Радио-техническая Система ) المعتمد على Kvant-V تم استبداله بنظام اتصالات وقياس عن بعد متكامل ، EKTS ( بالروسية: ЕКТС، Едия Kоетана ) حيث يمكنها استخدام المحطات الأرضية ذات التردد العالي جدًا (VHF) والتردد الفائق (UHF) و بفضل إضافة هوائي S-band ، و إضافة LUtch Constellation ، تم الحصول على 85٪ نظريًا من الإتصال المباشر بالتحكم الأرضي. ولكن نظرًا لأن هوائي النطاق S ثابت وأن المركبة الفضائية سويوز تطير في دوران طولي بطيء ، فقد تكون هذه القدرة في الممارسة العملية محدودة بسبب نقص قدرة توجيه الهوائي. وقد تكون سويوز قادرة على استخدام نظام تتبع وترحيل بيانات الأقمار الصناعية  TDRS الأمريكي و نظام تبادل البيانات الأوروبي EDRS الأوروبي في المستقبل.
- تم دمج نظام المعلومات والقياس القديم ، MBITS ( بالروسية: МБИТС، МалогаБаритная Информационно-Телеметрическая Система ) ، بالكامل في EKTS.[10]
- تم استبدال نظام الاتصالات الراديوية VHF القديم ( بالروسية: Система Телефонно-Телеграфной Связи ) Rassvet-M ( بالروسية: Рассвет-М ) بـ Rassvet-3BM ( بالروسية: Рассвет-3БМ ).[10]
- تم استبدال الهوائيات القديمة 38G6 بأربعة هوائيات متعددة الاتجاهات (اثنان على أطراف الألواح الشمسية واثنان في وحدة الخدمات بالمركبة PAO) بالإضافة إلى مصفوفة طورية S-band ، أيضًا في PAO.[5]

تلقى نظام الاتصال والقياس عن بُعد لوحدة النسب ترقيات ستؤدي في النهاية إلى وجود قناة صوتية بالإضافة إلى القياس عن بُعد الحالي.
- يشتمل نظام EKTS أيضًا على جهاز الإرسال والإستقبال كوسباس-سارسات لإرسال إحداثياته إلى التحكم الأرضي في الوقت الفعلي أثناء سقوط المظلة والهبوط.[1]
- جميع التغييرات التي تم إدخالها مع EKTS تمكن سويوز من استخدام نفس محطات القطاع الأرضي با مثل القطاع الروسي من محطة الفضاء الدولية .[10]
- نظام الإرساء الأوتوماتيكي الجديد Kurs-NA ( بالروسية: Курс-НА ) مصنوع الآن محليًا في روسيا. تم تطويره بواسطة Sergei Medvedev من AO NII TP ، ويُزعم أنه أخف وزنًا بمقدار 25 كجم (55 رطلاً) ، وأقل حجمًا بنسبة 30٪ ويستخدم طاقة أقل بنسبة 25٪.[5][13]
- هوائي AO-753A للمصفوفات الطورية استبدال 2AO-VKA الهوائي وثلاثة AKR-VKA الهوائيات، في حين تم نقل اثنين من  2ASF-M-VKA الهوائي لمواقع ثابتة بعيدا للخلف.[5][10][13]
- في نظام الالتحام[14] تم إضافة آلية احتياطية للقيادة الكهربائية.[15]
- بدلاً من نظام التلفزيون التناظري Klest-M ( بالروسية: Клест-М ) ، تستخدم المركبة الفضائية نظام تلفزيون رقميًا يعتمد على MPEG-2 ، مما يجعل من الممكن الحفاظ على الاتصالات بين المركبة الفضائية والمحطة عبر اتصال فضاء-فضاء للترددات اللاسلكية و أيضا يقلل من التداخلات.[1][16]
- لوحة وحدة التحكم الرقمية الإحتياطية الجديدة ، BURK( بالروسية: БУРК، Блок Управления Резервным Контуром )، التي وضعتها مؤسسة إنرجيا ، بدلا عن الكترونيات الطيران القديمة، وحدة مراقبة الاتجاه والحركة، BUPO ( بالروسية: БУПО، Блок Управления Причаливанием и Ориентацией ) و وحدة تحويل الإشارة BPS ( بالروسية: БПС ، Блок Преобразования Сигналов ).[10][11]
- تستبدل الترقية أيضًا وحدة مستشعر القيمة القديمة BDUS-3M ( بالروسية: БДУС-3М ، Блок Датчиков Угловых Скоростей ) الجديدة BDUS-3A ( بالروسية: БДУС-3А ).[10][11]
- تم استبدال المصابيح الأمامية الهالوجينية القديمة ، SMI-4 ( بالروسية: СМИ-4 ) ، بمصباح LED يعمل بالطاقة SFOK ( بالروسية: СФОК ).[10]
- تمت إضافة صندوق أسود جديد SZI-M ( بالروسية: СЗИ-М، Система Запоминания Информации ) الذي يسجل الصوت والبيانات أثناء المهمة تحت مقعد الطيار في وحدة النسب. تم تطوير وحدة الوحدة المزدوجة في شركة AO RKS في موسكو باستخدام الإلكترونيات الأصلية.[17] تبلغ سعته 4 جيجا بايت وسرعة تسجيل 256 كيلو بايت / ثانية .[18] حيث إنه مصمم لتحمل السقوط بمقدار 150 م / ث (490 قدمًا / ث) وتم تصنيفه لـ 100000 دورة استبدال و 10 إعادة استخدام.[1] يمكنها أيضًا تحمل 700 درجة مئوية (1،292 درجة فهرنهايت) لمدة 30 دقيقة.

## قائمة الرحلات
```

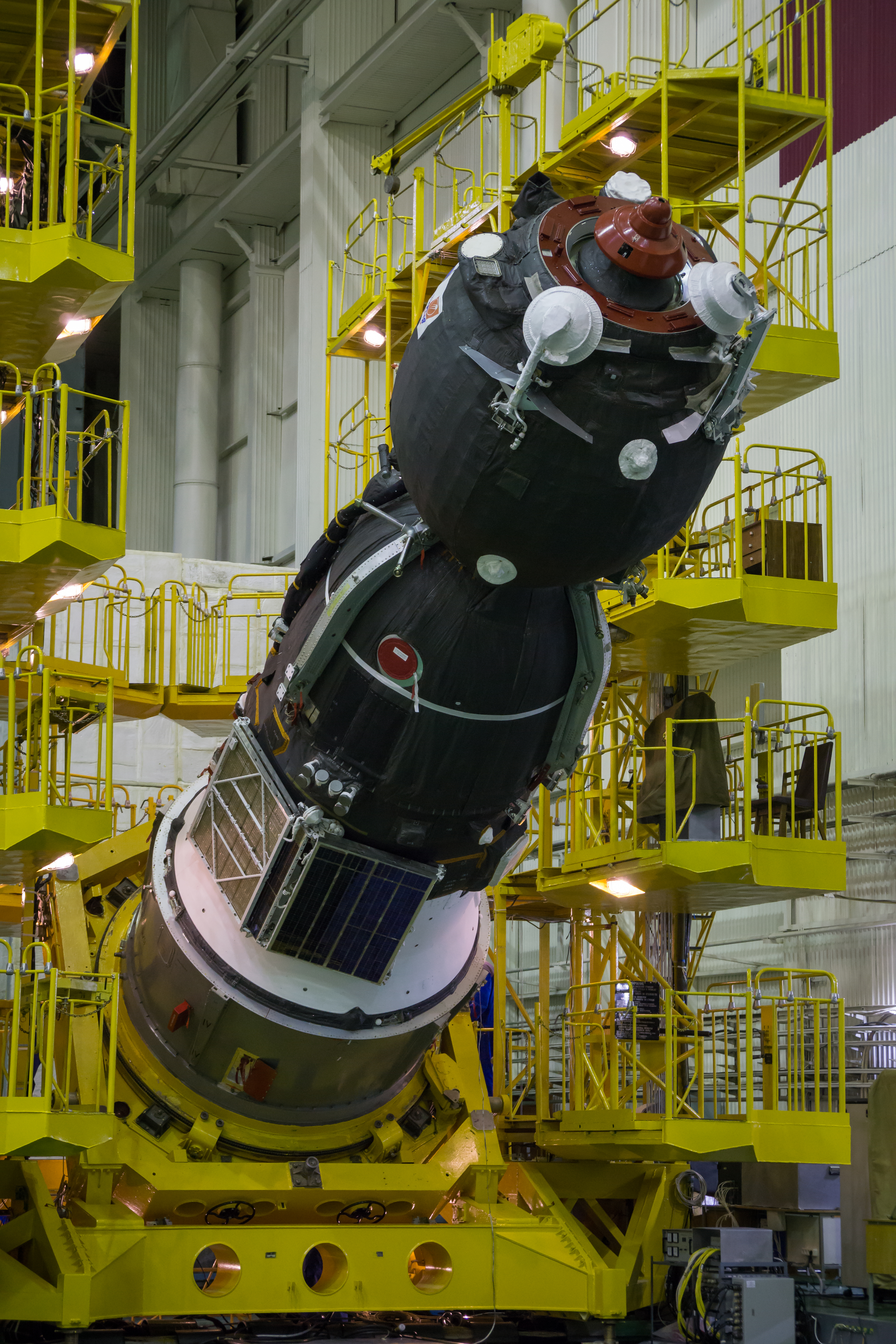
سيوز إم إس -2 في سبتمبر 2016

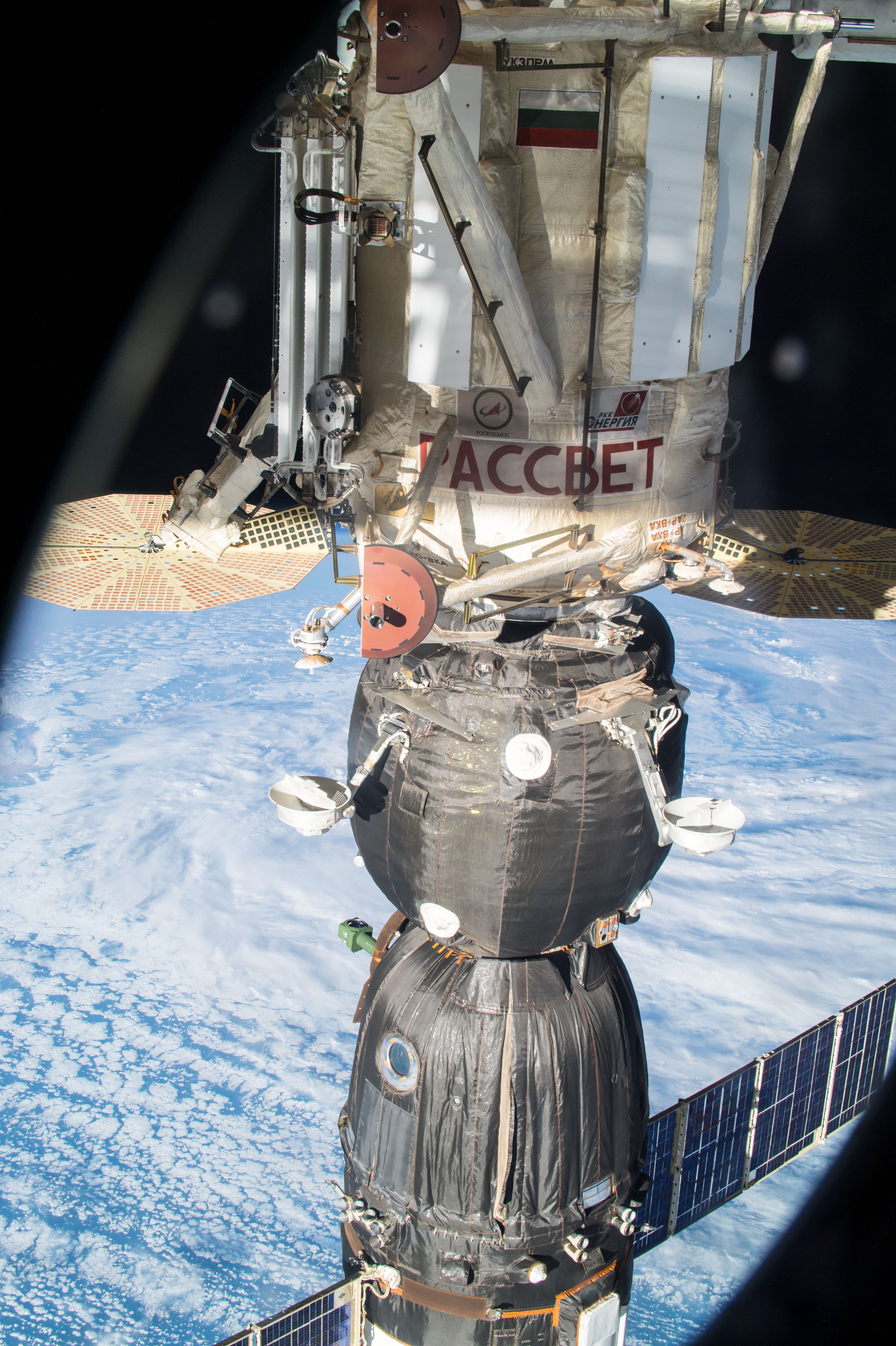
سويوز إم إس-5 تلتحق بمحطة راسفيت خلال البعثة 53

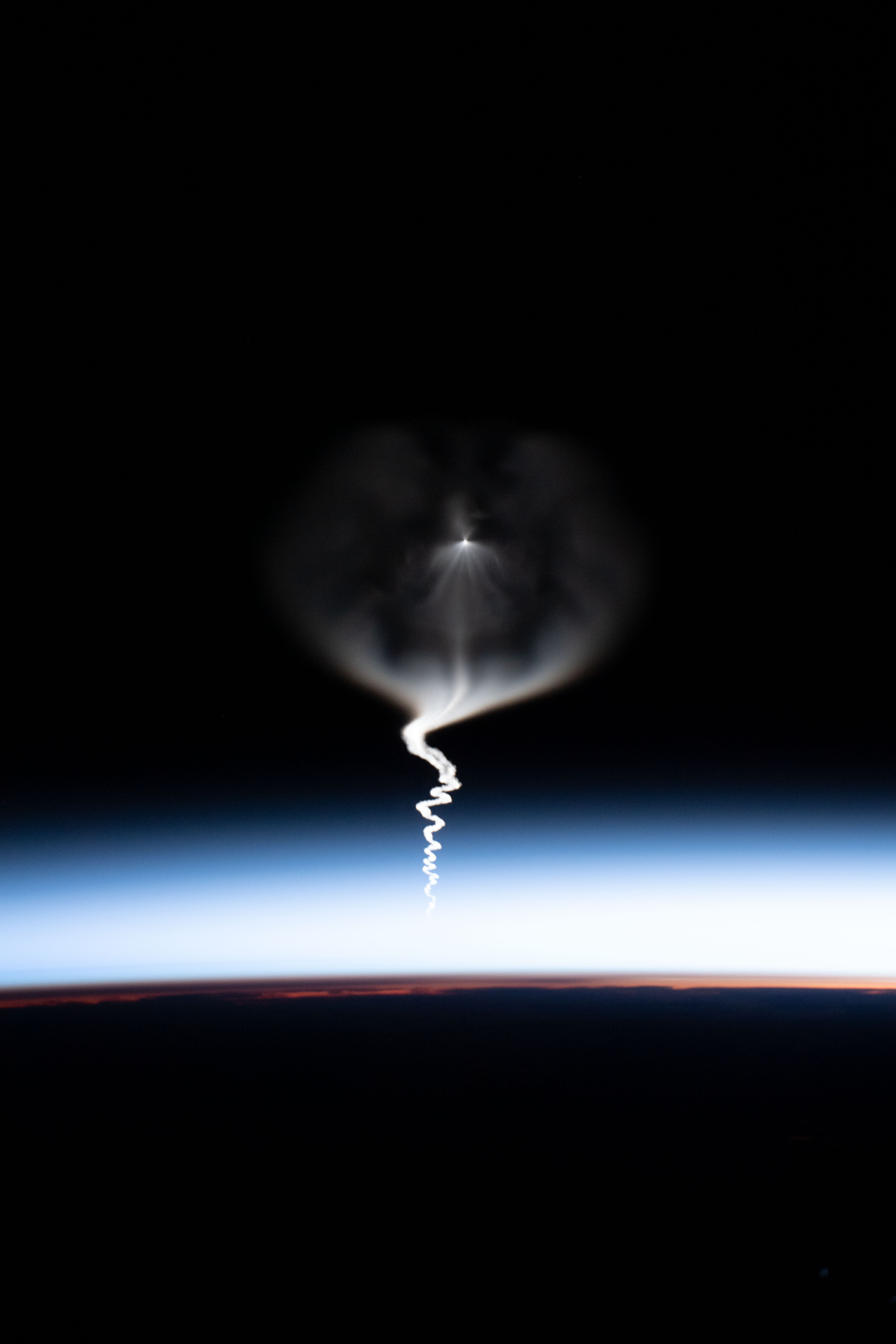
سويوز إم إس -15 تصعد للمدار

الأقل ، تم تخفيض رحلات سيوز الدورية للطاقم من أربع رحلات في السنة إلى رحلتين في السنة مع إدخال رحلات الفضاء التجارية (CCP) التي تعاقدت معها ناسا . بدءًا من عام 2021 ، تقوم شركة رسكوزموس بتسويق المركبة الفضائية لمهام تجارية مخصصة تتراوح من 10 أيام إلى ستة أشهر. الآن روسكوزموس لديها ثلاث رحلات جوية محجوزة ، سيوز إم إس-20 في 2021 و سيوز إم إس-23 في 2022 ، بالإضافة إلى رحلة غير مرقمة حاليًا مقررة في عام 2023
```

### عودة سويوز إم.إس الروسية إلى كازاخستان
هبطت، يوم الاثنين 23 سبتمبر 2024، كبسولة فضاء روسية من طراز "سويوز إم.إس-25" في كازاخستان، حاملة رائدي فضاء روسيين، نيكولاي تشوب وأوليج كونونينكو، ورائدة الفضاء الأميركية تريسي دايسون. وصلت المركبة إلى الأرض في الساعة 11:59 بتوقيت جرينتش بعد قضاء تشوب وكونونينكو 374 يومًا في محطة الفضاء الدولية، بينما أقامت دايسون لمدة 184 يومًا. تُعتبر هذه المهمة جزءًا من الجهود المستمرة للتعاون في استكشاف الفضاء بين الوكالات الفضائية الدولية.